# Forsvarsministeriet (Ukraine)
Se også en liste over forsvarsministre fra Ukraine.
 For alternative betydninger, se Forsvarsministeriet (flertydig). (Se også artikler, som begynder med Forsvarsministeriet)
Forsvarsministeriet i Ukraine (ukrainsk: Міністерство оборони України) er et ukrainsk ministerium, der er det centrale organ for den udøvende magt og militære kontrol, og som kontrollerer Ukraines væbnede styrker og det Statslige Beredskab ved Nødsituationer. Forsvarsministeriet i Ukraine ledes af en forsvarsminister, der siden 3. november 2021 er Oleksii Reznikov.
Ministeriet blev etableret den 24. september 1991, én måned efter Ukraines uafhængighedserklæring fra Sovjetunionen.